# Герде
Герде (нем. Gehrde) — община в Германии, в земле Нижняя Саксония.
Входит в состав района Оснабрюк. Подчиняется управлению Берзенбрюк. Население составляет 2507 человек (на 31 декабря 2010 года). Занимает площадь 36,37 км².
Коммуна подразделяется на 5 сельских округов.
| Год  | Население |
| ---- | --------- |
| 1990 | 1532      |
| 1995 | 1770      |
| 2000 | 2222      |
| 2005 | 2455      |
| 2010 | 2515      |